# Rhopalostylis sapida
Rhopalostylis sapida är en enhjärtbladig växtart som först beskrevs av Daniel Carl Solander och Johann Georg Adam Forster, och fick sitt nu gällande namn av Hermann Wendland och Carl Georg Oscar Drude. Rhopalostylis sapida ingår i släktet Rhopalostylis och familjen Arecaceae. Inga underarter finns listade i Catalogue of Life.

## Bildgalleri

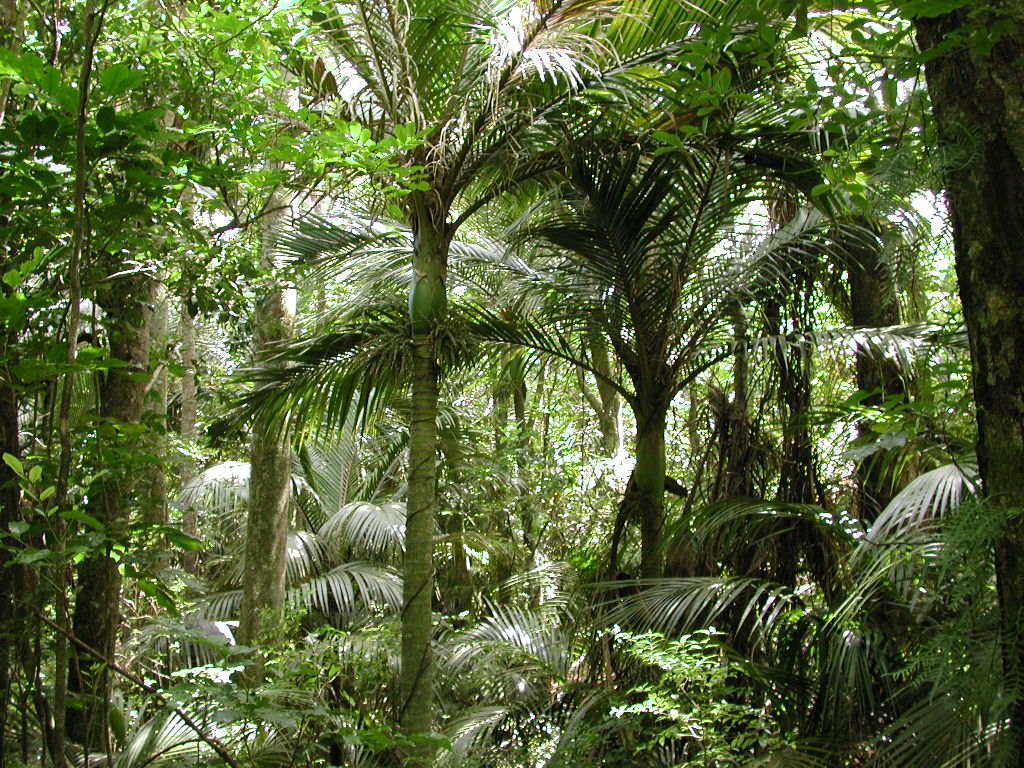
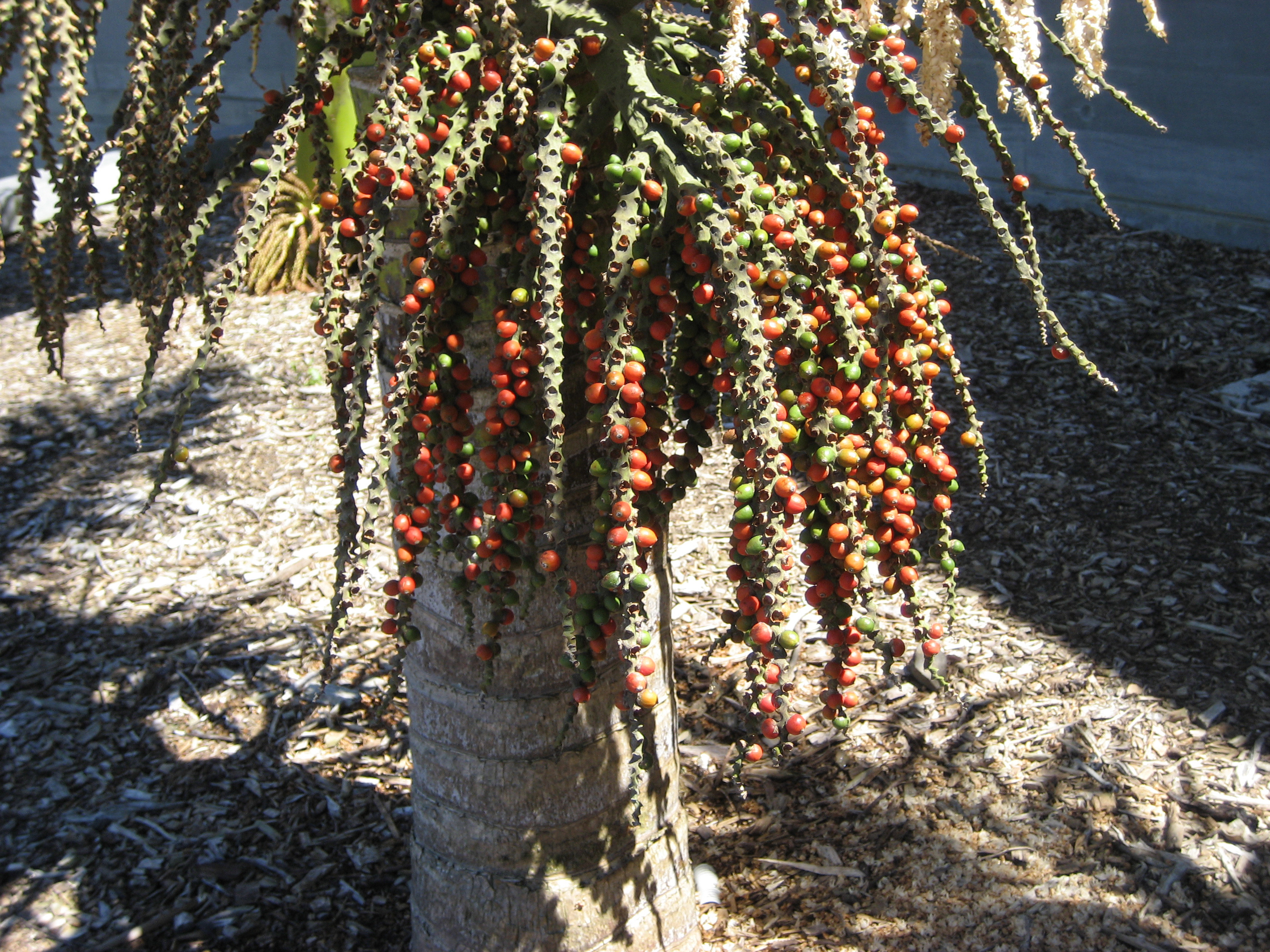
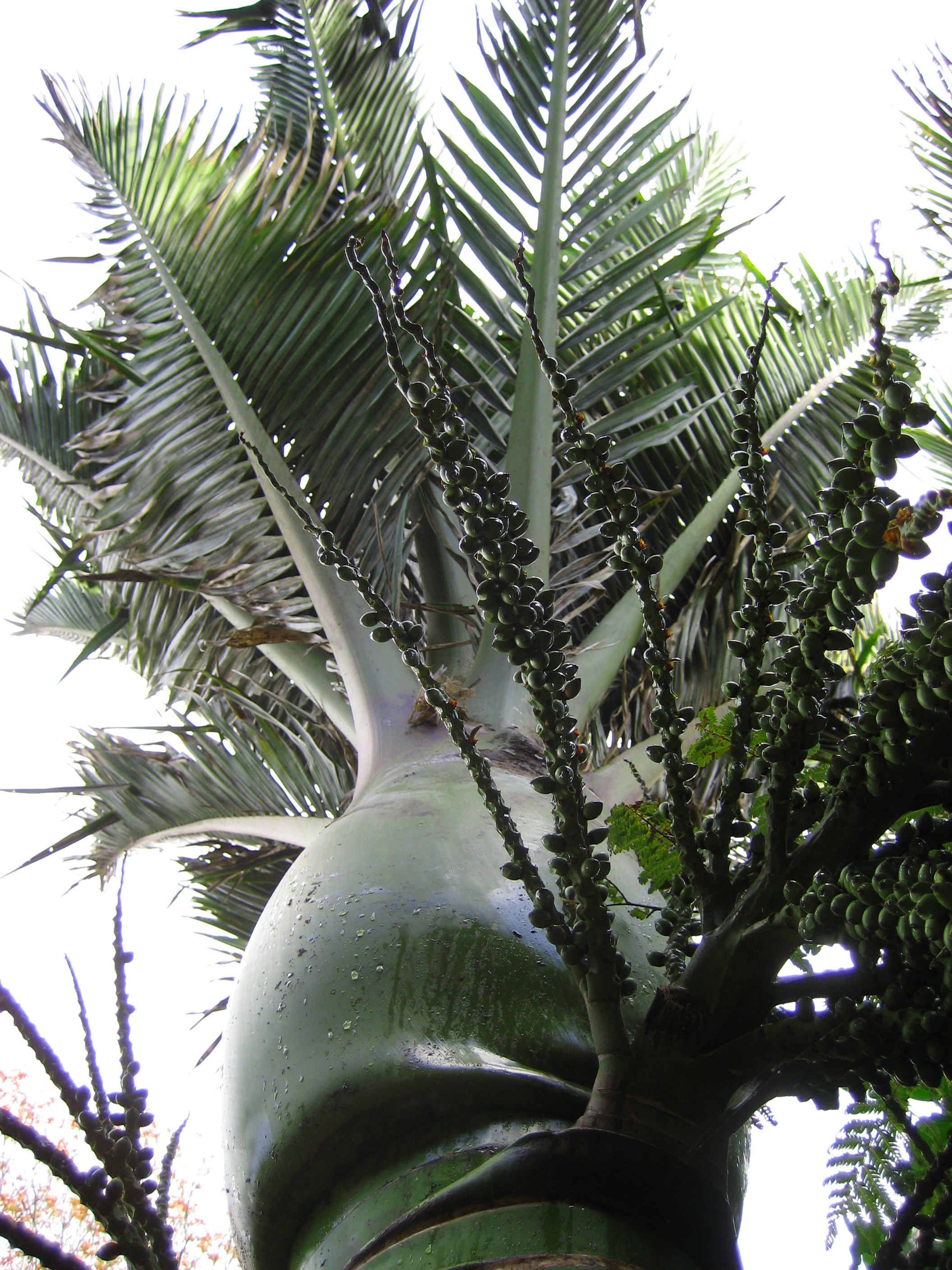
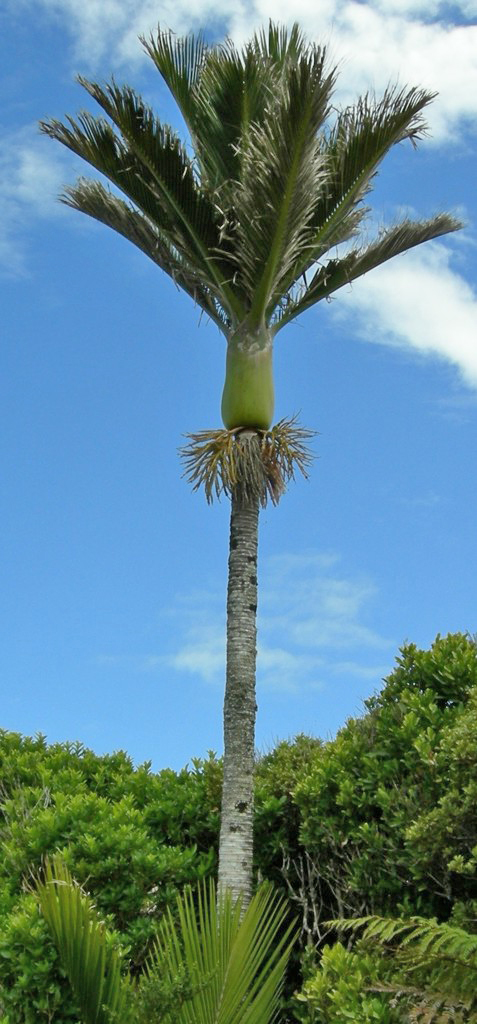